# Гродзисько (Освенцимський повіт)
Ґродзисько (пол. Grodzisko) — село в Польщі, у гміні Затор Освенцимського повіту Малопольського воєводства.
Населення — 482 особи (2011).

## Історія
У 1975-1998 роках село належало до Бельського воєводства, підпорядковувалося районній адміністрації в Освенцимі.

## Демографія
Демографічна структура станом на 31 березня 2011 року:
|          | Загалом | Допрацездатний вік | Працездатний вік | Постпрацездатний вік |
| -------- | ------- | ------------------ | ---------------- | -------------------- |
| Чоловіки | 246     | 52                 | 169              | 25                   |
| Жінки    | 236     | 63                 | 132              | 41                   |
| Разом    | 482     | 115                | 301              | 66                   |